# Lübecker Rat 1625

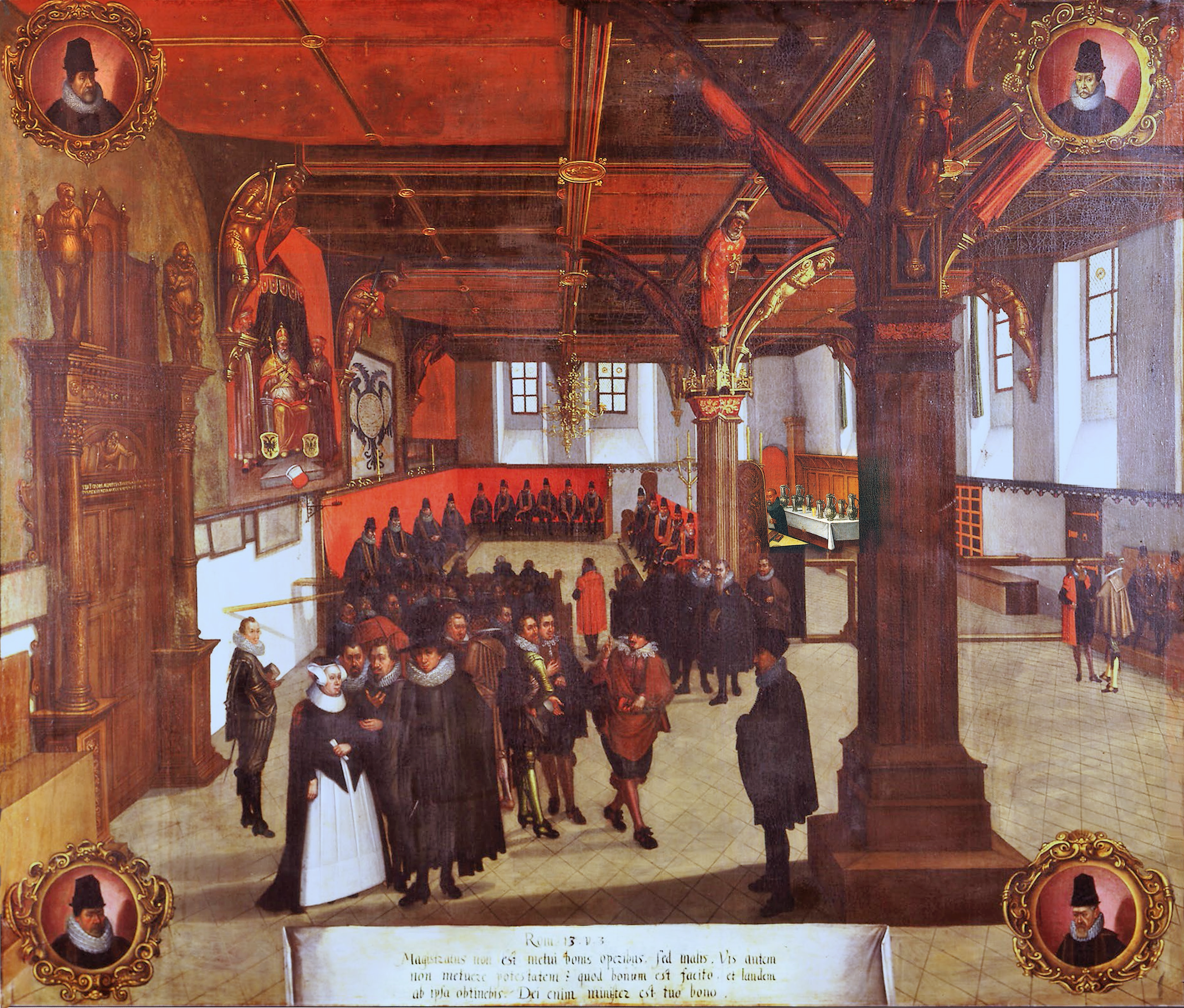
Der Lübecker Rat 1625 als Oberhof

Der Rat der Hansestadt Lübeck im Jahr 1625.

## Gemälde
Der Maler Hans von Hembsen überlieferte eine Sitzung des Lübecker Rates als Obergericht aus dem Jahr 1625 als Staffage für ein Interieur des Lübecker Rathauses. Das Bild gibt den damaligen baulichen Zustand des später im Rokoko-Stil umgestalteten heutigen Audienzsaals im Lübecker Rathaus wieder. In den Medaillons an den Ecken befinden sich die Porträts der vier Bürgermeister, welche 1625 im Amt waren: oben links Alexander Lüneburg (1560–1627), oben rechts Johann Vinhagen (1564–1630), unten links Lorenz Möller (1560–1634) und unten rechts Heinrich Köhler (1576–1641). Sie hatten ihren Sitzplatz im Saal an der linken Wand unter dem Porträt des Kaisers und dem Lübecker Doppeladler daneben. Die übrigen Ratsherren reihten sich nach Dienstalter auf der Bank ein. Mit dem Rücken zum restlichen Saal saßen die Syndicii und Sekretäre. Im Vordergrund steht unter mehreren Bürgern, die darauf warten, dass ihr Anliegen vom Rat gehört wird, als einzige anwesende Frau die Äbtissin des St.-Johannis-Klosters in Lübeck. Hembsens Gemälde befindet sich heute im St. Annen Museum Lübeck.

## Bürgermeister
- Alexander Lüneburg, seit 1599, Ratsherr seit 1590 (1600 Kämmereiherr), Zirkelgesellschaft
- Johann Vinhagen, seit 1619, Ratsherr seit 1608
- Lorenz Möller, seit 1619, Ratsherr seit 1610, Jurist
- Heinrich Köhler, seit 1624, Ratsherr seit 1617, Jurist

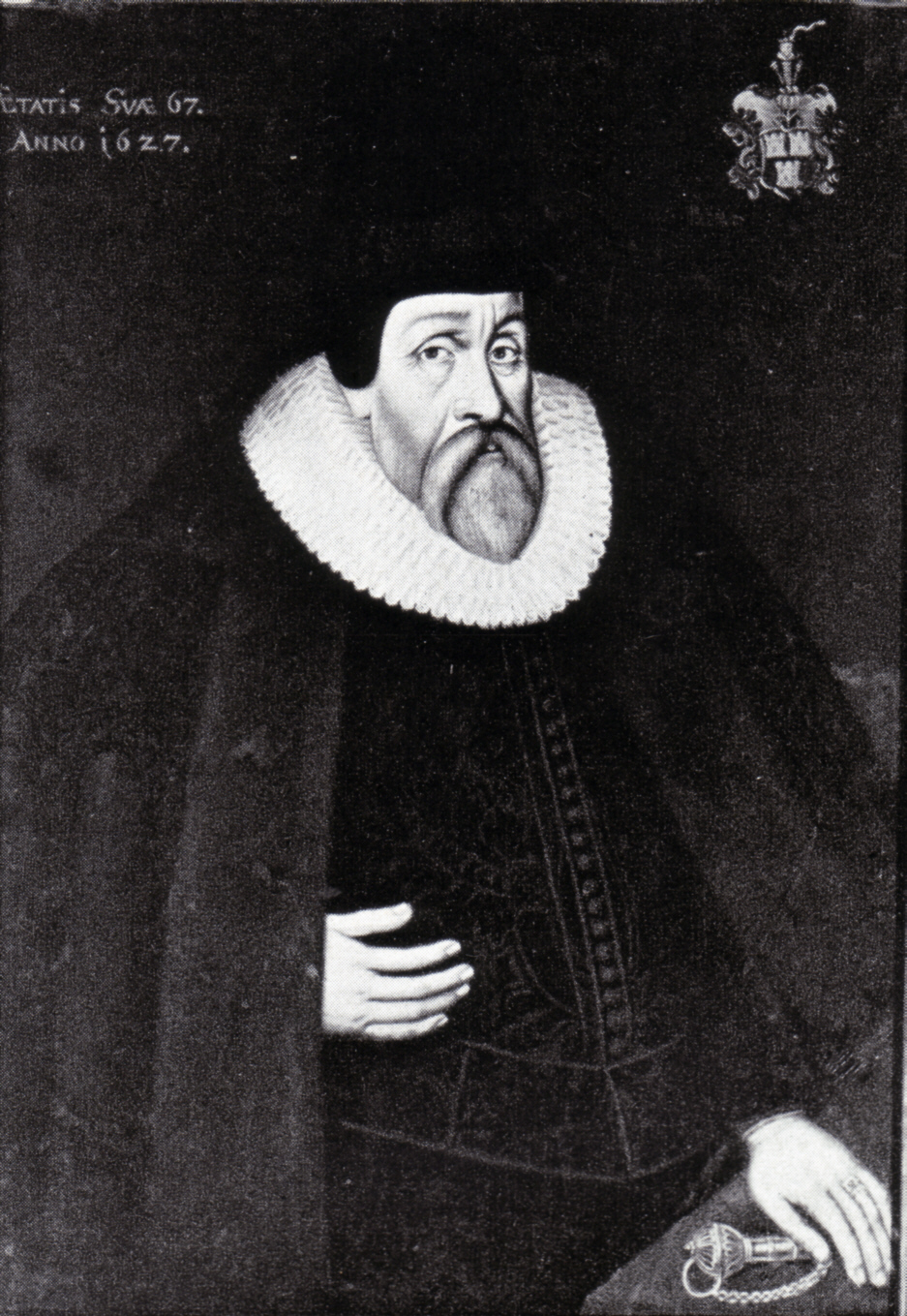
Alexander Lüneburg in der Bürgermeistergalerie des Lübecker Rathauses
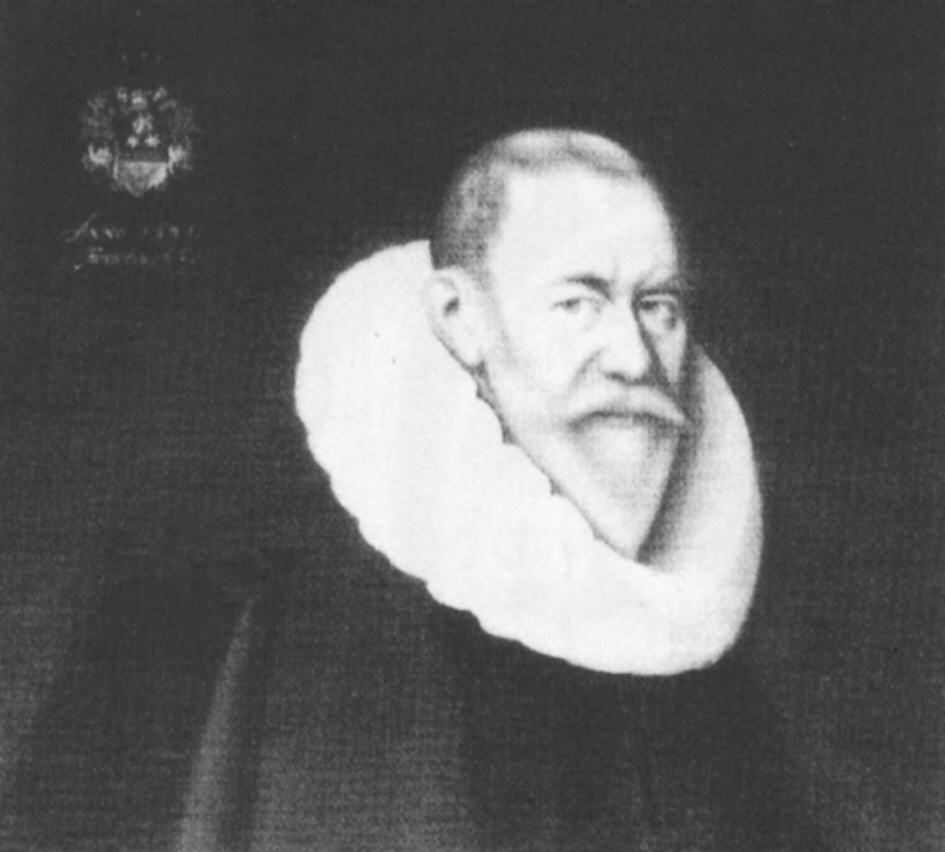
Johann Vinhagen in der Bürgermeistergalerie
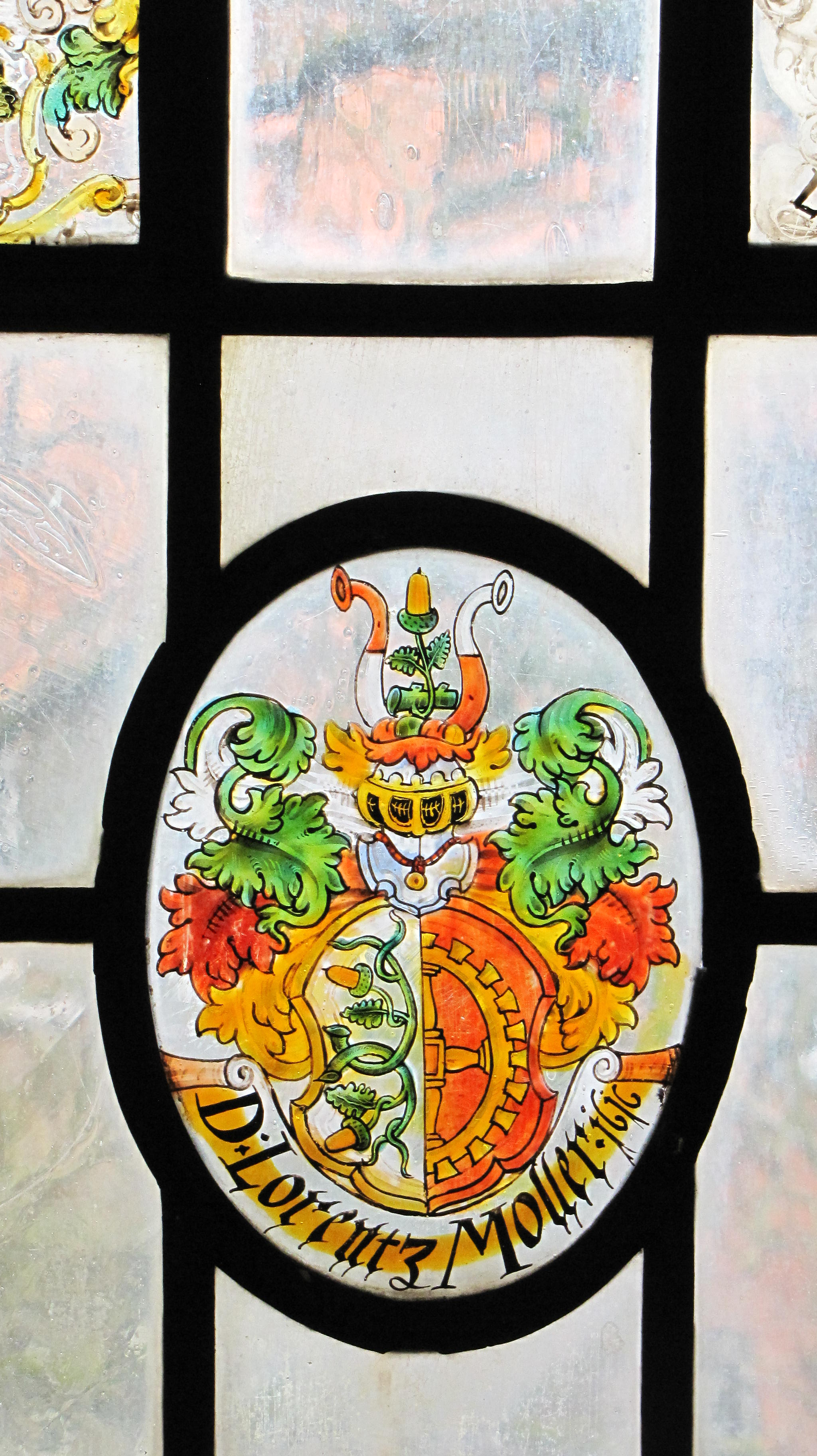
Wappen Lorenz Möller im St. Annen-Museum
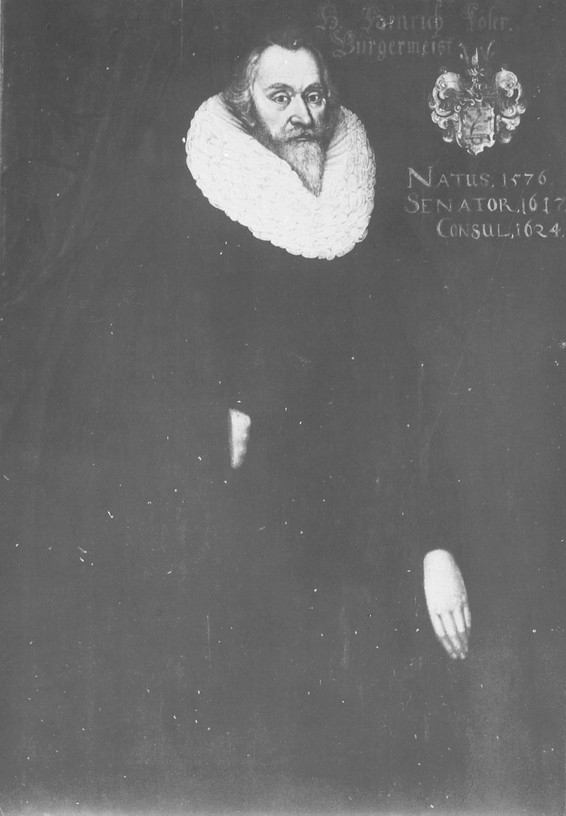
Johann Köhler in der Köhlerschen Ahnengalerie

## Syndici
- Hieronymus Schabbel, seit 1622
- Otto Tanck, seit 1621

## Ratsherrn
| Name und Lebensdaten                   | Ratslinie Nr. | Eintritt in den Rat | Besonderheiten und Anmerkungen | Abbildung |
| -------------------------------------- | ------------- | ------------------- | --- | --------- |
| Thomas von Wickede (1566–1626)         | 713           | 1589                | Zirkelgesellschaft |           |
| Hieronymus Lüneburg                    | 730           | 1610                | Jurist, Zirkelgesellschaft |           |
| Heinrich Brömse (Politiker, 1569)      | 731           | 1610                | Jurist, Zirkelgesellschaft. Sein Wappen an einem Pfeiler der Aegidienkirche.                                                                     |           |
| Jürgen Pavels (* 1568; † 1645)         | 734           | 1612                | Testamentsvollstrecker und Gründungsvorstand der Parcham’schen Stiftung. Er wurde 1640 geadelt und nannte sich dann Georg Paulsen von Weissenow. |           |
| Paul Kerkring                          | 737           | 1617                | Zirkelgesellschaft |           |
| Alexander Lüneburg († 1625)            | 738           | 1617                | Studierte ab 1594 in Rostock. Zirkelgesellschaft                                                                                                 |           |
| Bernhard Wedemhof                      | 740           | 1617                | Jurist |           |
| Hartwig von Stiten                     | 741           | 1619                | Zirkelgesellschaft und Rigafahrer |           |
| Thomas Störning                        | 742           | 1619                | |           |
| Adrian Müller                          | 743           | 1619                | |           |
| Johann Petersen (Ratsherr)             | 744           | 1619                | |           |
| Georg von Lengerke                     | 745           | 1619                | |           |
| Franz Prünsterer                       | 746           | 1619                | |           |
| Christoph Gerdes (* 1590; † 1661)      | 747           | 1625                | 1627 Bürgermeister |           |
| Gerhard Reuter                         | 748           | 1625                | |           |
| Johann Kampferbeke (* 1579/80; † 1639) | 749           | 1625                | 1634 Bürgermeister |           |
| Heinrich Remmers                       | 750           | 1625                | |           |

## Ratssekretäre
- Friedrich Popping, seit 1602
- Johann Feldhusen, seit 1613
- Johan Braunjohan, seit 1618